# A Cute Little Bear
A Cute Little Bear è un cortometraggio muto del 1915. Il nome del regista non viene riportato nei credit del documentario.

## Produzione
Il film fu prodotto dalla Vitagraph Company of America.

## Distribuzione
Distribuito dalla General Film Company, il film - un cortometraggio di 100 metri - uscì nelle sale cinematografiche statunitensi il 29 giugno 1915.